# خیرآباد (مرکزی جاسک)
خیرآباد، روستایی در دهستان جاسک بخش مرکزی شهرستان جاسک در استان هرمزگان ایران است.

## جمعیت
بر پایه سرشماری عمومی نفوس و مسکن در سال ۱۳۹۵، جمعیت این روستا برابر با ۱۰۱ نفر (۱۷ خانوار) بوده‌است.